# Федорченко, Дмитрий Юрьевич
Дмитрий Юрьевич Федорченко (укр. Дмитро Юрійович Федорченко; род. 31 мая 1986, Харьков) — украинский футболист, игрок в футзал. Выступал за харьковские клубы «Универ», где провёл три сезона с 2004 по 2007 год, затем за «Локомотив», где отыграл  9 сезонов с 2007 по 2016 год. С 2016 по 2018 годы два сезона провёл в херсонском «Продэксиме». С 2018 по 2019 год играл в харьковском клубе Viva Cup. В 2021 участвовал в областном чемпионате за клуб «Кобра».
Достижения
- Чемпион Украины — 5 (2012/13, 2013/14, 2014/15, 2016/17, 2017/18)
- Вице-чемпион Украины — 2 (2011/12, 2015/16)
- Бронзовый призёр чемпионата Украины — 2 (2006/07, 2010/11)
- Обладатель Кубка Украины — 2 (2008/09, 2015/16)
- Обладатель Суперкубка Украины — 4 (2013, 2014, 2015, 2016)